# تاشا دو واسکونسلوس
تاشا دو واسکونسِلوس (پرتغالی: Tasha de Vasconcelos؛ زادهٔ ۱۵ اوت ۱۹۶۶) بازیگر و مانکن پرتغالی‌الاصل اهل کانادا است. او زادهٔ کشورِ موزامبیک است که در سال ۱۹۸۰ به کانادا مهاجرت کردند. وی دانش‌‌آموختۀ دانشگاه بریتیش کلمبیا و سفیر نیکوکاری و سفیر انستیتو پاستور است. او به تازگی به عنوان قهرمان جهانی زنان سازمان ملل متحد برای کارزار «سیاره ۵۰–۵۰ تا سال ۲۰۳۰» منصوب شده است.
از فیلم‌ها یا برنامه‌های تلویزیونی که وی در آن نقش داشته است، می‌توان به جانی اینگلیش اشاره کرد.